# Lake Tomahawk (Ohio)
Lake Tomahawk é um lugar designado pelo censo localizado no condado de Columbiana no estado estadounidense de Ohio. No Censo de 2010 tinha uma população de 485 habitantes e uma densidade populacional de 182,51 pessoas por km².

## Geografia
Lake Tomahawk encontra-se localizado nas coordenadas 40° 45′ 41″ N, 80° 35′ 47″ O. Segundo o Departamento do Censo dos Estados Unidos, Lake Tomahawk tem uma superfície total de 2.66 km², da qual 2.15 km² correspondem a terra firme e (19.2%) 0.51 km² é água.

## Demografia
Segundo o censo de 2010, tinha 485 pessoas residindo em Lake Tomahawk. A densidade populacional era de 182,51 hab./km². Dos 485 habitantes, Lake Tomahawk estava composto pelo 97.94% brancos, o 0.21% eram afroamericanos, o 0.41% eram amerindios, o 0% eram asiáticos, o 0.21% eram insulares do Pacífico, o 0% eram de outras raças e o 1.24% pertenciam a duas ou mais raças. Do total da população o 0.82% eram hispanos ou latinos de qualquer raça.